# Cowboys & Aliens
Cowboys & Aliens is een Amerikaanse sciencefictionfilm die aansluit bij het westerngenre. De film kwam op 29 juli 2011 uit in de Amerikaanse bioscopen en op 25 augustus 2011 in de Nederlandse.

## Verhaal
In 1873 arriveert een buitenaards ruimteschip in een wildweststadje in Arizona. Het buitenaardse ras probeert vervolgens om de aarde in te nemen, maar een groep cowboys en indianen besluit dit niet te laten gebeuren.

## Rolverdeling
| Acteur          | Personage            |
| --------------- | -------------------- |
| Daniel Craig    | Jake Lonergan        |
| Harrison Ford   | Woodrow Dolarhyde    |
| Olivia Wilde    | Ella Swenson         |
| Clancy Brown    | Meacham              |
| Paul Dano       | Percy Dolarhyde      |
| Adam Beach      | Nat Colorado         |
| Sam Rockwell    | Doc                  |
| Noah Ringer     | Emmett Taggart       |
| Keith Carradine | Sheriff John Taggart |
| Walton Goggins  | Hunt                 |
| Abigail Spencer | Alice                |
| Raoul Trujillo  | Black Knife          |
| David O'Hara    | Pat Dolan            |